# Jigoshop
Jigoshop – system zarządzania treścią typu Open Source dla sklepów internetowych opartych na WordPress.
Początkowo, Jigoshop powstał jako bezpłatne rozwiązanie dla sklepów internetowych prowadzonych przez małe i średnie przedsiębiorstwa (MŚP) posiadające stronę opartą na CMS WordPress. W początkowej fazie, Jigoshop i konkurencyjna wtyczka WP e-Commerce były dominującymi wtyczkami e-Commerce na WordPress. Popularność Jigoshop ciągle wzrasta, co można zaobserwować na statystykach, które w sierpniu 2014 pokazały 370 000 pobrań Jigoshop (średnio 2500 pobrań na tydzień).

## Historia
Jigoshop został stworzony przez firmę Jigowatt Ltd z siedzibą w Wielkiej Brytanii. Pierwsza wersja została wydana 31 maja 2011 roku i rosła w siłę przez cały 2011 rok aż do momentu, w którym WooThemes zdecydowało powielić wtyczkę i zatrudnić dwóch wiodących programistów z Jigoshop (Mike’a Jolleya i Jaya Kostera). Późniejsza próba wykupienia praw autorskich do Jigoshop została odrzucona przez Jigowatt.
Pod koniec 2013 roku Jigowatt postanowił skupić się przede wszystkim na swojej podstawowej działalności, czyli projektowaniu stron internetowych. Po tym jak grupa profesjonalistów IT, związana z takimi firmami jak m.in. Proxar IT Consulting, zwróciła się do firmy Jigowatt w listopadzie 2013 roku, Jigowatt postanowił sprzedać Jigoshop w pierwszym kwartale 2014 roku. Od momentu przejęcia, Jigoshop wykazuje nowy nurt w działalności rozwojowej.

## Opis
Podstawą Jigoshop jest bezpłatna wtyczka e-commerce typu Open Source, która może być pobrana ze strony wordpress.org. Dodatkowo, oprócz podstawowej funkcjonalności, Jigoshop oferuje liczne wtyczki i rozszerzenia. Istnieje ponad 150 specjalnie zaprojektowanych szablonów dla Jigoshop dostępnych na ThemeForest i TemplateMonster.

## Użytkowanie
Jigoshop jest używany przez wiele firm różnej wielkości, od małych przedsiębiorstw zatrudniających kilku pracowników do dużych korporacji. W czerwcu 2014 roku ogłoszono, że podstawowe oprogramowanie Jigoshop zostało pobrane 350 000 razy.
Użyteczność Jigoshop była głównym powodem jego sukcesu. Nawet użytkownik ze stosunkowo niskim doświadczeniem w budowaniu stron internetowych może bez problemu stworzyć w pełni sprawny sklep internetowy na WordPress. Aby stworzyć sklep internetowy użytkownik potrzebuje następujących rzeczy:
1. Hostingu, który jest kompatybilny z minimalnymi wymaganiami Jigoshop.
2. Instalacji WordPress – wielu dostawców hostingu oferują darmową instalację WordPress.
3. Wtyczki Jigoshop, która może być pobrana ze strony Jigoshop lub ze strony wordpress.org.
4. Szablonu – początkowo możesz użyć bezpłatnego szablonu, ogólnie wszystkie szablony Jigoshop i WooCommerce są kompatybilne.
5. Produktów lub usług – dodaj lub importuj produkty/usługi.

Bezpłatne wsparcie techniczne zapewniane jest za pośrednictwem strony wordpress.org.